# 瓦勒德谢斯
瓦勒德谢斯（法語：Val de Chaise，法語發音：[val də ʃɛz]）是法国上萨瓦省的一个市镇，位于该省南部，和萨瓦省接壤，属于阿讷西区。

## 地名
“瓦勒德谢斯”（Val de Chaise）一名在法语中意为“谢斯河谷”。地名中的“Chaise”与意为“椅子”的法语单词“chaise”无关，其为一条河流的名称，来源于拉丁语casa，意为“房子”。

## 历史
瓦勒德谢斯成立于2016年1月1日，由相邻的马尔朗（Marlens）和孔圣科隆布（Cons-Sainte-Colombe）两个市镇合并而成，其中马尔朗为政府驻地。

## 地理
瓦勒德谢斯（45°46'7.00000"N, 6°21'0.00000"E）面积18.7 平方千米，位于法国奥弗涅-罗讷-阿尔卑斯大区上萨瓦省，该省份为法国东部省份，历史上为薩伏依的一部分，北与瑞士接壤，西接安省，南至萨瓦省，东与瑞士和意大利接壤。
与瓦勒德谢斯接壤的市镇（或旧市镇、城区）包括：马尔托、于日讷、勒布谢蒙沙尔万、圣费雷奥勒、塞拉瓦勒、法韦日-塞特内。
瓦勒德谢斯的时区为UTC+01:00、UTC+02:00（夏令时）。

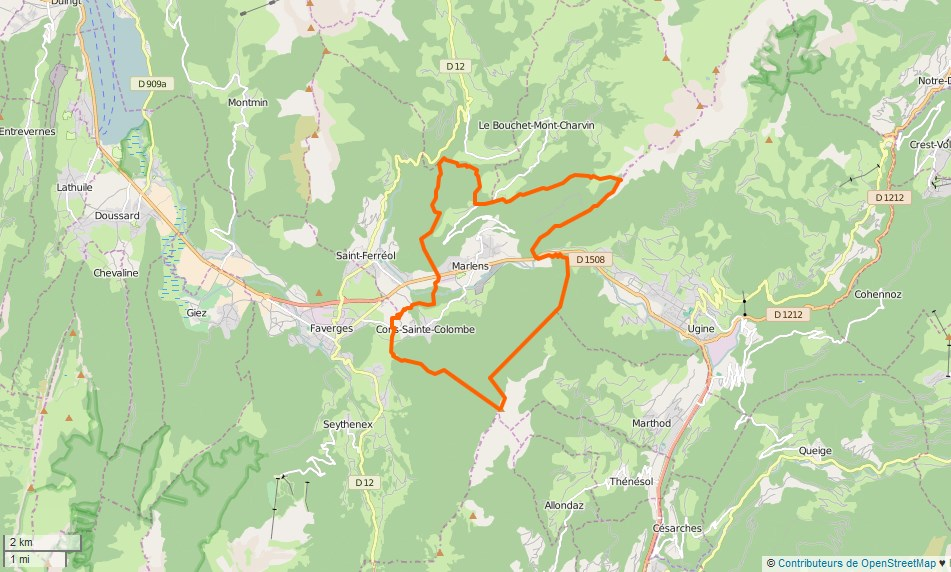
瓦勒德谢斯的OSM定位图

## 行政
瓦勒德谢斯的邮政编码为74210，INSEE市镇编码为74167。

## 政治
瓦勒德谢斯所属的省级选区为法韦日-塞特内县。

## 人口
瓦勒德谢斯于2022年1月1日时的人口数量为1401人。